# Füzesd (Puj község)
Füzesd románul: Fizești, falu Romániában, Erdélyben, Hunyad megyében.

## Fekvése
Az Erdélyi-érchegységben, Hátszegtől délkeletre, a  Sztrigy egyik jobb oldali patakja mellett fekvő település.

## Története
Füzesd nevét 1447-ben említette először oklevél p. Fizeech néven. 1514-ben p. Fyzegh, 1519-ben p. Fywzwch, 1733-ban Fezesti, 1750 Fizecz, 1808-ban Fözed ~ Füzed, (n) Fised, Fized, 1913-ban Füzesd néven írták. 
1447-ben 1/4-ét a Kendefiek kapták a kormányzótól. Birtokosai voltak még a Kenderesi, Borbátvízi, Galaczi, G. Vitéz, Buda, Csob, Volk, Kernyesdi és Brezovai családok is. 1473-ban a Fyzesth Nádasi Ungor János volt Füzesd birtokosa, 1502-ben pedig Ungor János és Miklós birtoka volt. 
1891-ben a Pallas nagy lexikona írta a településről: „kisközség Hunyad vármegye puji járásában, 436 oláh lakossal, kisebbszerü arany- és ezüstbányákkal.” 1909 és 1919 között 674 lakosából 670 román volt. Az 1974-es adatok szerint Puj község faluja, tőle északnyugatra.

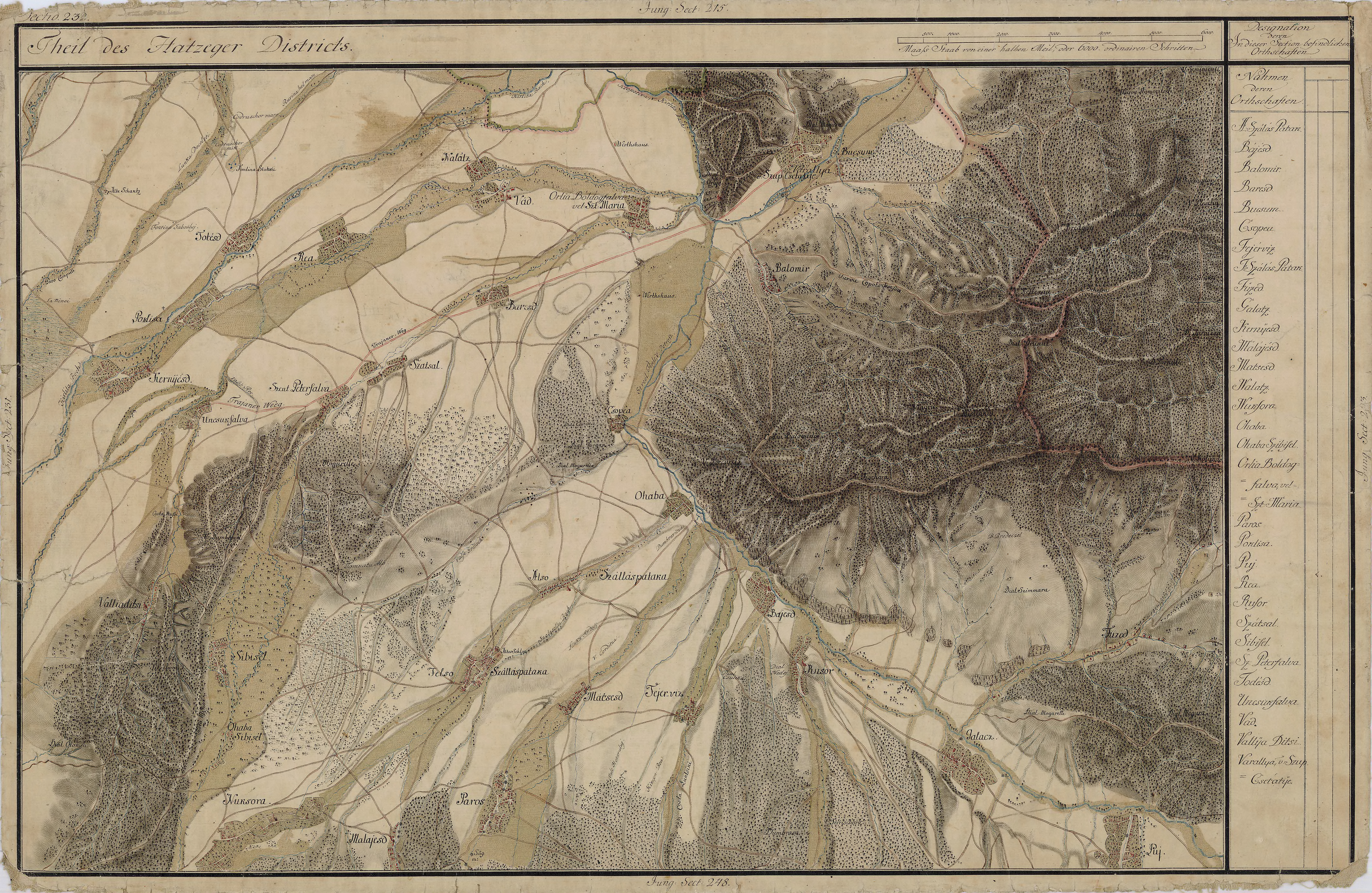
Füzesd egy régi térképen
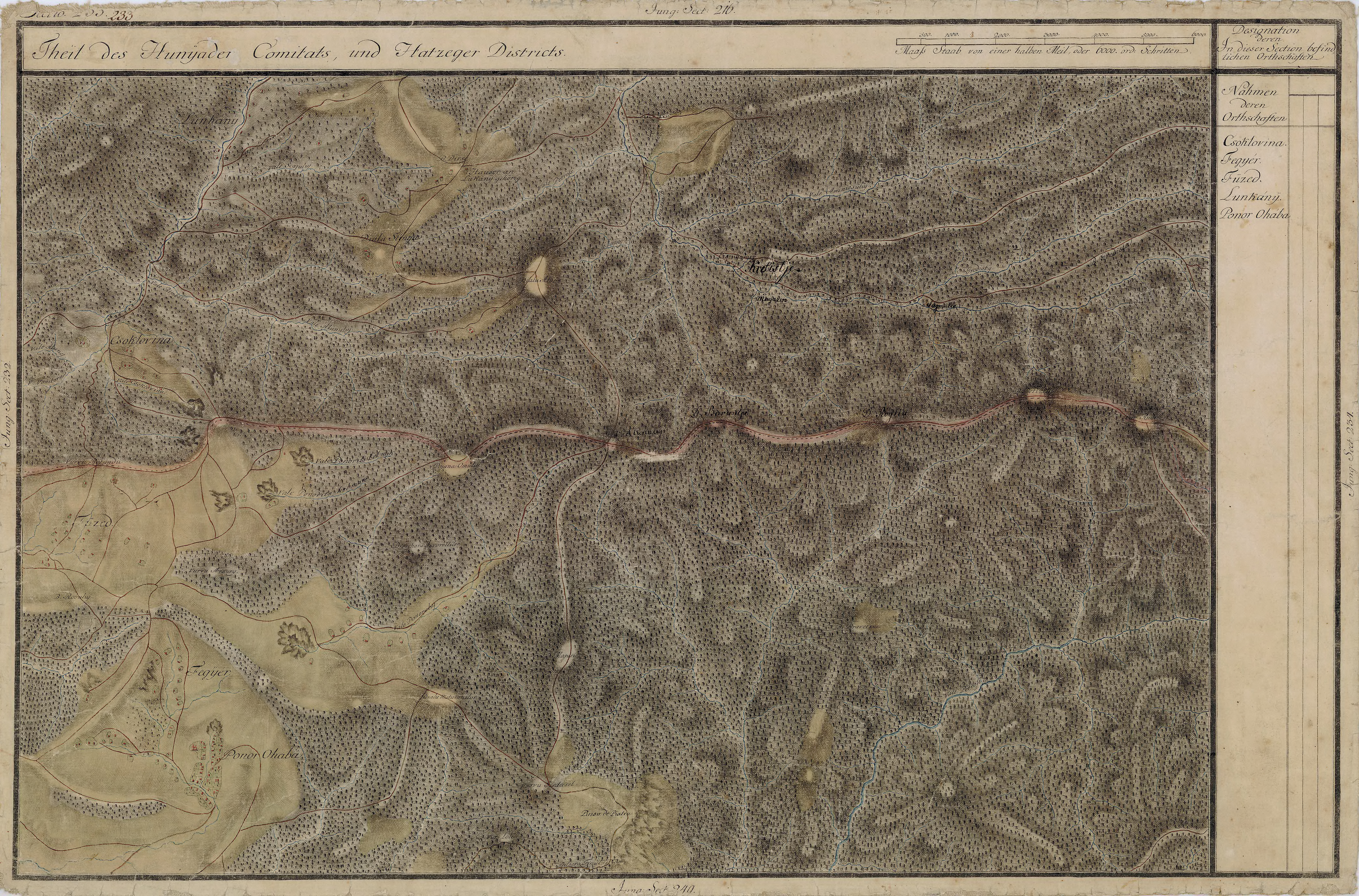
Füzesd egy 1700-as évekből való térképen